# Хмелко, Андрей
Андрей Хмелко (словац. Andrej Chmelko; 19 ноября 1908, Глиник, Австро-Венгрия  (ныне Глиник-над-Гроном, Словакия) — 25 августа 1998, Банска-Штьявница) — словацкий и чехословацкий писатель, драматург, режиссёр, актёр, театральный деятель. Заслуженный артист ЧССР.

## Биография
В 1928 окончил Педагогический институт в Банска-Бистрица. В 1930—1932 работал директором школ, в 1939—1941 учительствовал в кремницкой гимназии.
С 1941 по 1943 служил в Словацком национальном театре в Братиславе, в 1943—1945 стал первым директором Словацкого театра в Прешове, затем до 1953 заведовал художественной частью, а с 1953 по 1968 руководил Государственным театром в Кошице.

## Творчество
Свои первые рассказы опубликовал в словацких журналах до начала Второй мировой войны, за ними последовали повести и роман. В драматургии дебютировал радиоспектаклями для детей и молодежи.
Считается одним из основателей театра Восточной Словакии. Начиная с 1948 поставил ряд театральных пьес.
В своей работе использовал опыт словацкого, венгерского, чешского, украинско-русинского театрального искусства. В репертуар театра, кроме классических пьес русских и зарубежных драматургов ввёл произведениями словацких авторов. Следовал художественным традициям и реалистической театральной школе, был открыт новым формам и нетрадиционному режиссерскому стилю, хотя и не был сторонником системы Станиславского. Кроме театра, работал на радио, телевидении и в кино.
Автор работ по истории театра и автобиографии. Занимался переводами с английского языка.

## Избранные произведения
- 1938 — Posledný Dóczy na Revišti
- 1947 — Na čiernej hrude
- 1950 — Po širokej koľaji
- 1962 — Tvorivé problémy divadla
- 1971 — Divadlo na východnom Slovensku
- 1989 — V zajatí Tálie
- 1995 — Keď stráne kopneli
- 1996 — Spoza opony

## Фильмография
Снялся в 3-х фильмах.
- 1947 — Берегись! / Varúj! — учитель
- 1956 — Чистые руки / Cisté ruky — пастор
- 1958 — Сорок четвёртый / Styridsatstyri — майор Балки фон Дрезник